# Сандлер Борис Семенович
Борис Сандлер (їд. באָריס סאַנדלער нар. 6 січня 1950, Бельці) — єврейський письменник, поет та журналіст, головний редактор нью-йоркської газети « Форвертс» (1998—2016). Пише на їдиші .

## Життєпис
Борис (Берл) Сандлер народився в Бєльцях в родині демобілізованого незадовго до того інженера Семена Абрамовича Сандлера (1926—1991) та Гені Абрамівни Сандлер (уродженої Котик, 1927—2015), недавніх вихідців із єврейської землеробської колонії Маркулешти (тепер Флорештського району Молдови). Рано почав навчатися грі на скрипці, закінчив музичну школу в Бєльцях, а 1975 року — Кишинівський інститут мистецтв імені Музическу (за класом скрипки). Працював скрипалем у Молдавському державному симфонічному оркестрі при Молдавській державній філармонії у Кишиневі .

### Дебют
Почав писати прозу російською, але незабаром перейшов на їдиш. Із заохочення свого ментора Іхіла Шрайбмана дебютував новелами в московському журналі « Совєтіш геймланд» у 1981 році . У тому ж році вступив до першої єврейської групи Вищих Літературних курсів при Літературному інституті імені Горького, де навчався разом із літераторами Левом Беринським, Велвлом Черніним, Мойше Пенсом та Олександром Бродським (Міккі Вульф). Протягом 1980-х років регулярно друкувався в «Совєтіш геймланд», швидко звернув на себе увагу і став членом редколегії журналу, а після виходу першої книги «Треплех аруф цу а нес» (Сходи до дива, 1986) членом Спілок письменників СРСР та Молдавської РСР. У 1988 році московське видавництво «Радянський письменник» випустило книгу Сандлера в перекладі російською мовою (Сходи до дива).

### У Молдові
З 1989 року разом з поетом Мойше Лемстером викладав у Кишиніві єврейську мову, заснував і вів першу єврейську програму «Аф дер ідішер гас» (На єврейській вулиці) на Молдовському державному телебаченні, спільно з Олександром Бродським редагував місцеву двомовну газету Наш голос). У 1991—1992 роках написав сценарії до двох документальних фільмів режисера Арнольда Бродичанського про історію та долю бессарабського єврейства.

### В Ізраїлі
З 1992 року — в Ізраїлі, де працював в Єврейському університеті в Єрусалимі, був віце-президентом спілки письменників і журналістів, що пишуть на ідиші, очолював видавничий дім Х. Лейвік Фарлаг (одне з двох основних видавництв літератури на їдиші) в Тель-Авіві, випустив кілька книг, у тому числі «Дер алтер брунем» (Старий колодязь, 1994), «Тойєрн» (Ворота, 1997) і документальне розслідування за доступними матеріалами КДБ МССР «Дер іньєн нумер 5390» (Справа № 5392), 19 арештованих бессарабських літераторів Янкла Якіра, Мотла Сакцієра, Мойше Альтмана та Герцла Гайсінера-Рівкіна.
Публікувався в ізраїльських виданнях «Єрушолаїмер алманах» (Єрусалимський альманах), тель-авівських «Лецте найєс» (Останні новини), «Лебмс-фрагн» (Життєві питання), "Найе цайтунг «, нью-йоркських „ Форвертс“ (Вперед), „Афн швелл“ (На порозі), „Югнтруф“ (Клич молодості), „Ідише култур“ (Єврейська культура) та інших; спільно з Арн Шварцманом зробив серію документальних фільмів про сучасних єврейських письменників, склав і відредагував книги єврейських літераторів Золмена Розенталя, Іцика Кіпніса та Олександра Білоусова, видавав дитячий ілюстрований журнал „Кінд-ун-кейт“ (Старі та молоді).

### У Нью Йорку
У 1998 році переїхав до Нью-Йорка, де працював відповідальним секретарем, а після смерті редактора Мордхе Штриглера того ж року — головним редактором найстарішої єврейської газети „ Форвертс“ (виходить на їдиші з 1897 року). З того часу значно реорганізував газету, зробивши її фактично міжнародним виданням. На посаді редактора працював до березня 2016 року. Живе в Брукліні, часто виступає з лекціями та семінарами в різних країнах, опублікував 16 книг, два романи: „Вен дер гойлем hoт фармахт ді ойгн“ (Коли голем заплющив очі, 1997) — документальний роман про кишинівський погром 1903 року та „Ламед вовнікес фун майн зикорн“ (Праведники моєї пам'яті, 2005) — про повоєнне єврейське життя в Бєльцях. З 2007 року — співредактор (спільно з Геннадієм Естрайхом) літературного журналу „ Ді цукунфт“ (Майбутнє, Нью-Йорк). Окремими виданнями вийшли прозові збірки „Die grünen Äpfel des Paradieses“ (Зелені яблучка з раю, Берлін, 2003), „Вен дер гойлем hoт фармахт ді ойгн“ (Коли голем заплющив очі, Тель-Авів, 2004, плоть», у перекладі Рудольфа Ольшевського, Кишинів, 2003), «Ройте шихелех фар рейчел» (Червоні туфельки для Рейчел, Нью-Йорк, 2008), аудіокнига «А шмек табеке» (Понюшка тютюну, Нью-Йорк,), книга для дітей «Нішт гештойгн, нішт гефлойгн…» (Неймовірні історії, Нью-Йорк, 2007), збірка віршів «Ін клангенець фун нецех» (У звуковій мережі вічності, Нью-Йорк, 2009).
Продовжує складання та редактуру посмертних видань сучасних єврейських авторів (Іхіл Шрайбман, Хаїм Бейдер, Міша Лев, аудіокнига Іцхака Башевіса-Зінгера). Крім тижневика «Форвертс», редагує також недільний радіогодинник «Форвертс шо» (Година Форвертс) та навчальне щомісячне видання «Вайтер» (Далі). Лауреат літературної премії імені Якова Фіхмана (Ізраїль, 2002); Давида Гофштейна, Якова-Іцхока Сігала. У 2017 році заснував новий літературний журнал «Ідіш-Бранже» (ייִדיש-בראַנזשע) .

## Дискографія
- לידער מיט אַ ייִדישן טעם (Songs With A Jewish Flavor). Пісні на слова Бориса Сандлера та Євгена Кісіна виконує Рита Койфман та Нахум Койфман у супроводі ансамблю під керівництвом Наума Койфмана. Нью-Йорк: The Forward Association, 2013.[11]
- סילועט — ייִדישע לידער פֿון הײַנט (Silhouette). Композитор — Олександр Мейф, вірші Бориса Сандлера. Виконавці: Михайло Гайсинський та Лейла Звенигородська. בית־שלום־עליכם און נאַציאָנאַלע אינסטאַנץ פֿאַר ייִדישעל Тель-Авів, 2017 року.